# Manses
Ne doit pas être confondu avec Manse.
Manses (Mansas en occitan languedocien) est une commune française, située dans le nord-est du département de l'Ariège en région Occitanie. Sur le plan historique et culturel, la commune fait partie du Lauragais, l'ancien « Pays de Cocagne », lié à la fois à la culture du pastel et à l’abondance des productions, et de « grenier à blé du Languedoc ».
Exposée à un climat océanique altéré, elle est drainée par l'Hers-Vif, le ruisseau des Bessous et par divers autres petits cours d'eau. La commune possède un patrimoine naturel remarquable : un site Natura 2000 (« Garonne, Ariège, Hers, Salat, Pique et Neste ») et quatre zones naturelles d'intérêt écologique, faunistique et floristique.
Manses est une commune rurale qui compte 128 habitants en 2022, après avoir connu un pic de population de 605 habitants en 1851. Elle fait partie de l'aire d'attraction de Pamiers. Ses habitants sont appelés les Mansois ou Mansoises.
Le patrimoine architectural de la commune comprend deux  immeubles protégés au titre des monuments historiques : la croix de Manses, classée en 1980, et l'église Saint-Jean-Baptiste, inscrite en 1992.

## Géographie

### Localisation
La commune de Manses se trouve dans le département de l'Ariège, en région Occitanie.
Elle se situe à 22 km à vol d'oiseau de Foix, préfecture du département, à 16 km de Pamiers, sous-préfecture, et à 5 km de Mirepoix, bureau centralisateur du canton de Mirepoix dont dépend la commune depuis 2015 pour les élections départementales.
La commune fait en outre partie du bassin de vie de Mirepoix.
Les communes les plus proches sont : 
Teilhet (2,8 km), Coutens (3,0 km), Besset (3,2 km), Tourtrol (3,6 km), Rieucros (4,1 km), Vals (4,2 km), Viviès (4,7 km), Mirepoix (5,2 km).
Sur le plan historique et culturel, Manses fait partie du Lauragais, occupant une vaste zone, autour de l’axe central que constitue le canal du Midi, entre les agglomérations de Toulouse au nord-ouest et Carcassonne au sud-est et celles de Castres au nord-est et Pamiers au sud-ouest. C'est l'ancien « Pays de Cocagne », lié à la fois à la culture du pastel et à l’abondance des productions, et de « grenier à blé du Languedoc ».
Les communes limitrophes sont  Coutens, Lapenne, Mirepoix, Saint-Félix-de-Tournegat, Teilhet et Tourtrol.
| Saint-Félix-de-Tournegat | Lapenne  |          |
| Teilhet                  | Manses   | Mirepoix |
|                          | Tourtrol | Coutens  |

### Géologie et relief
La commune est située dans le Bassin aquitain, le deuxième plus grand bassin sédimentaire de la France après le Bassin parisien, certaines parties étant recouvertes par des formations superficielles. Les terrains affleurants sur le territoire communal sont constitués de roches sédimentaires datant du Cénozoïque, l'ère géologique la plus récente sur l'échelle des temps géologiques, débutant il y a 66 millions d'années. La structure détaillée des couches affleurantes est décrite dans les feuilles « n°1057 - Pamiers » et « n°1058 - Mirepoix » de la carte géologique harmonisée au 1/50 000ème du département de l'Ariège, et leurs notices associées,.
La superficie cadastrale de la commune publiée par l’Insee, qui sert de références dans toutes les statistiques, est de 15,36 km2,. La superficie géographique, issue de la BD Topo, composante du Référentiel à grande échelle produit par l'IGN, est quant à elle de 15,4 km2.  L'altitude du territoire varie entre 274 m et 470 m.

### Hydrographie

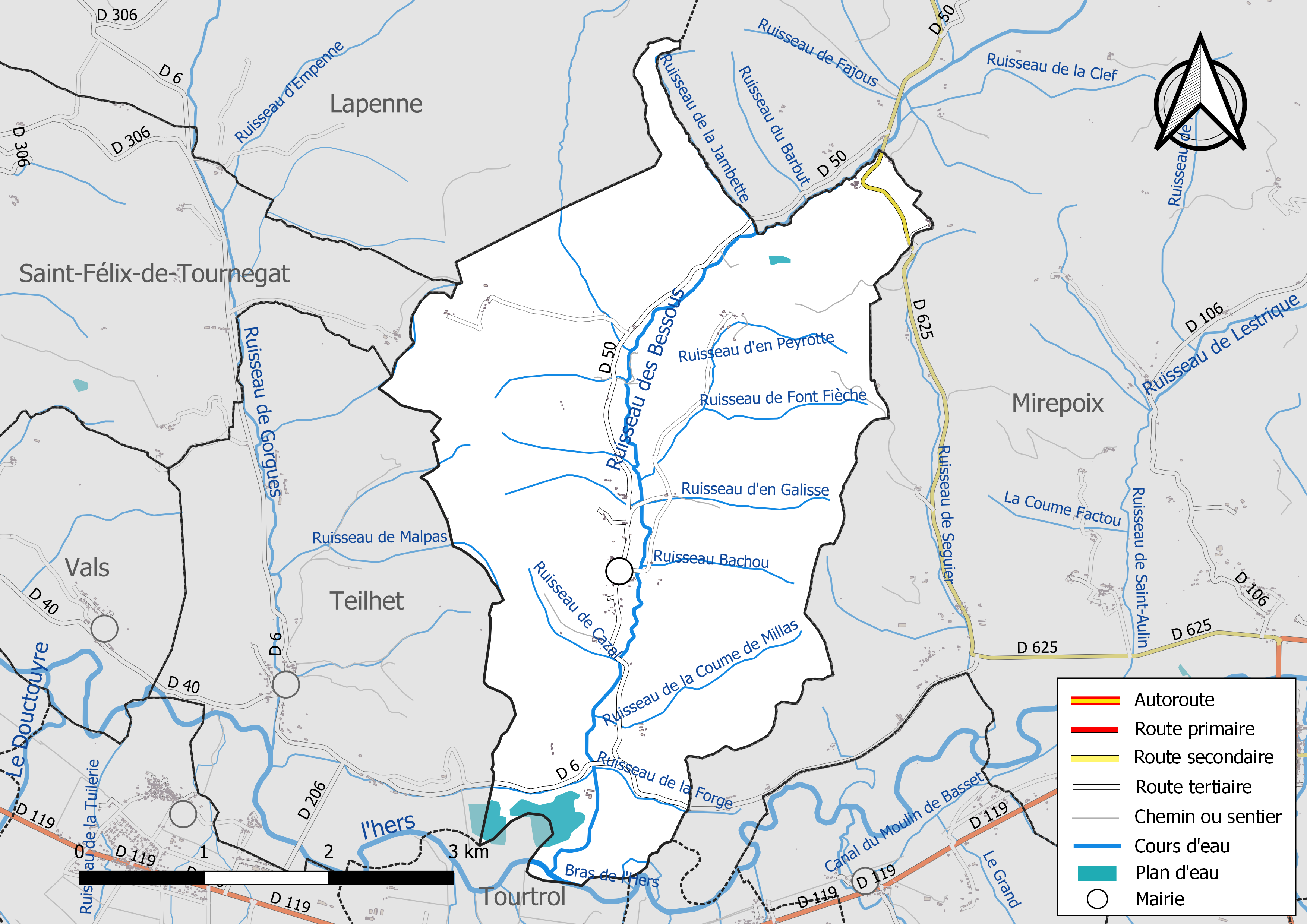
Réseaux hydrographique et routier de Manses.

La commune est dans le bassin versant de la Garonne, au sein du bassin hydrographique Adour-Garonne. Elle est drainée par l'Hers-Vif, le ruisseau des Bessous, un bras de l'Hers, le ruisseau Bachou, le ruisseau de Cazal, le ruisseau de Font Fièche, le ruisseau de la Coume de Millas, le ruisseau de la Forge, le ruisseau de la Jambette, le ruisseau de Malpas, le ruisseau d'en Galisse, le ruisseau d'en Peyrotte, le ruisseau Poumirol et par divers petits cours d'eau, constituant un réseau hydrographique de 26 km de longueur totale,.
L'Hers-Vif, d'une longueur totale de 134,9 km, prend sa source dans la commune de Prades et s'écoule du sud vers le nord. Il traverse la commune et se jette dans l'Ariège à Cintegabelle, après avoir traversé 41 communes.
Le ruisseau des Bessous, d'une longueur totale de 11,2 km, prend sa source dans la commune de Lafage et s'écoule vers le sud. Il traverse la commune et se jette dans l'Hers-Vif sur le territoire communal, après avoir traversé 3 communes.

### Climat
Pour des articles plus généraux, voir Climat de l'Occitanie et Climat de l'Ariège.
En 2010, le climat de la commune est de type climat méditerranéen altéré, selon une étude s'appuyant sur une série de données couvrant la période 1971-2000. En 2020, Météo-France publie une typologie des climats de la France métropolitaine dans laquelle la commune est exposée à un climat de montagne et est dans la région climatique Pyrénées centrales, caractérisée par une pluviométrie annuelle de 1 000 à 1 200 mm.
Pour la période 1971-2000, la température annuelle moyenne est de 12,7 °C, avec une amplitude thermique annuelle de 15,7 °C. Le cumul annuel moyen de précipitations est de 830 mm, avec 10,1 jours de précipitations en janvier et 5,8 jours en juillet. Pour la période 1991-2020, la température moyenne annuelle observée sur la station météorologique la plus proche, située sur la commune de Léran à 15 km à vol d'oiseau, est de 12,5 °C et le cumul annuel moyen de précipitations est de 810,2 mm,. Pour l'avenir, les paramètres climatiques de la commune estimés pour 2050 selon différents scénarios d'émission de gaz à effet de serre sont consultables sur un site dédié publié par Météo-France en novembre 2022.

### Milieux naturels et biodiversité

#### Réseau Natura 2000

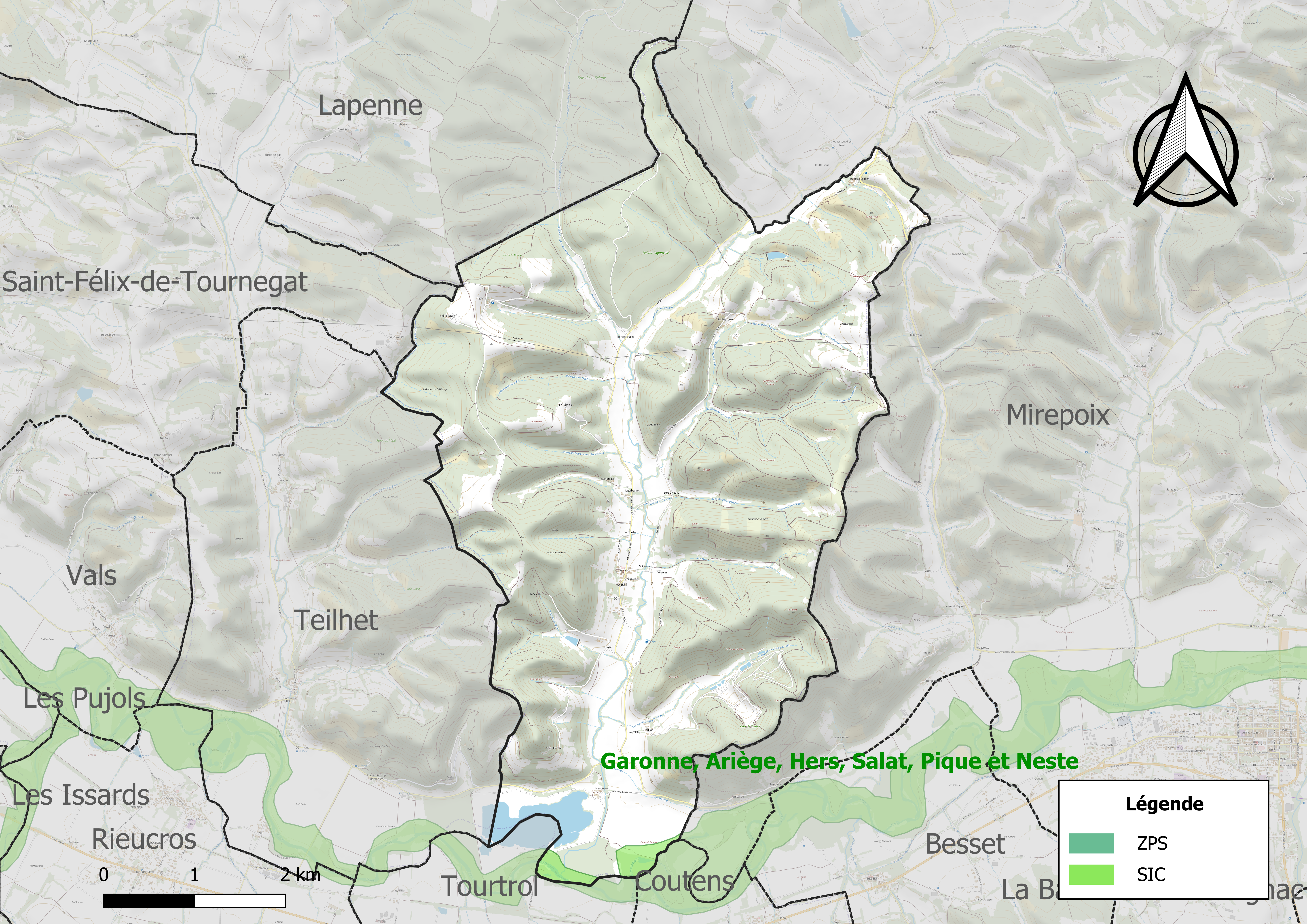
Site Natura 2000 sur le territoire communal.

Le réseau Natura 2000 est un réseau écologique européen de sites naturels d'intérêt écologique élaboré à partir des directives habitats et oiseaux, constitué de zones spéciales de conservation (ZSC) et de zones de protection spéciale (ZPS).
Un site Natura 2000 a été défini sur la commune au titre de la directive habitats : « Garonne, Ariège, Hers, Salat, Pique et Neste », d'une superficie de 9 581 ha, un réseau hydrographique pour les poissons migrateurs, avec des zones de frayères actives et potentielles importantes pour le Saumon en particulier qui fait l'objet d'alevinages réguliers et dont des adultes atteignent déjà Foix sur l'Ariège.

#### Zones naturelles d'intérêt écologique, faunistique et floristique
L’inventaire des zones naturelles d'intérêt écologique, faunistique et floristique (ZNIEFF) a pour objectif de réaliser une couverture des zones les plus intéressantes sur le plan écologique, essentiellement dans la perspective d’améliorer la connaissance du patrimoine naturel national et de fournir aux différents décideurs un outil d’aide à la prise en compte de l’environnement dans l’aménagement du territoire.
Deux ZNIEFF de type 1 sont recensées sur la commune :
les « coteaux de Manses à Teilhet » (229 ha), couvrant 2 communes du département, et 
le « cours de l'Hers » (891 ha), couvrant 41 communes dont 32 dans l'Ariège, 7 dans l'Aude et 2 dans la Haute-Garonne
et deux ZNIEFF de type 2, : 
- l'« ensemble de coteaux au nord du Pays de Mirepoix » (9 691 ha), couvrant 17 communes dont 10 dans l'Ariège et 7 dans l'Aude[32] ;
- « l'Hers et ripisylves » (1 417 ha), couvrant 41 communes dont 32 dans l'Ariège, 7 dans l'Aude et 2 dans la Haute-Garonne[33].

Carte des ZNIEFF de type 1 et 2 à Manses.
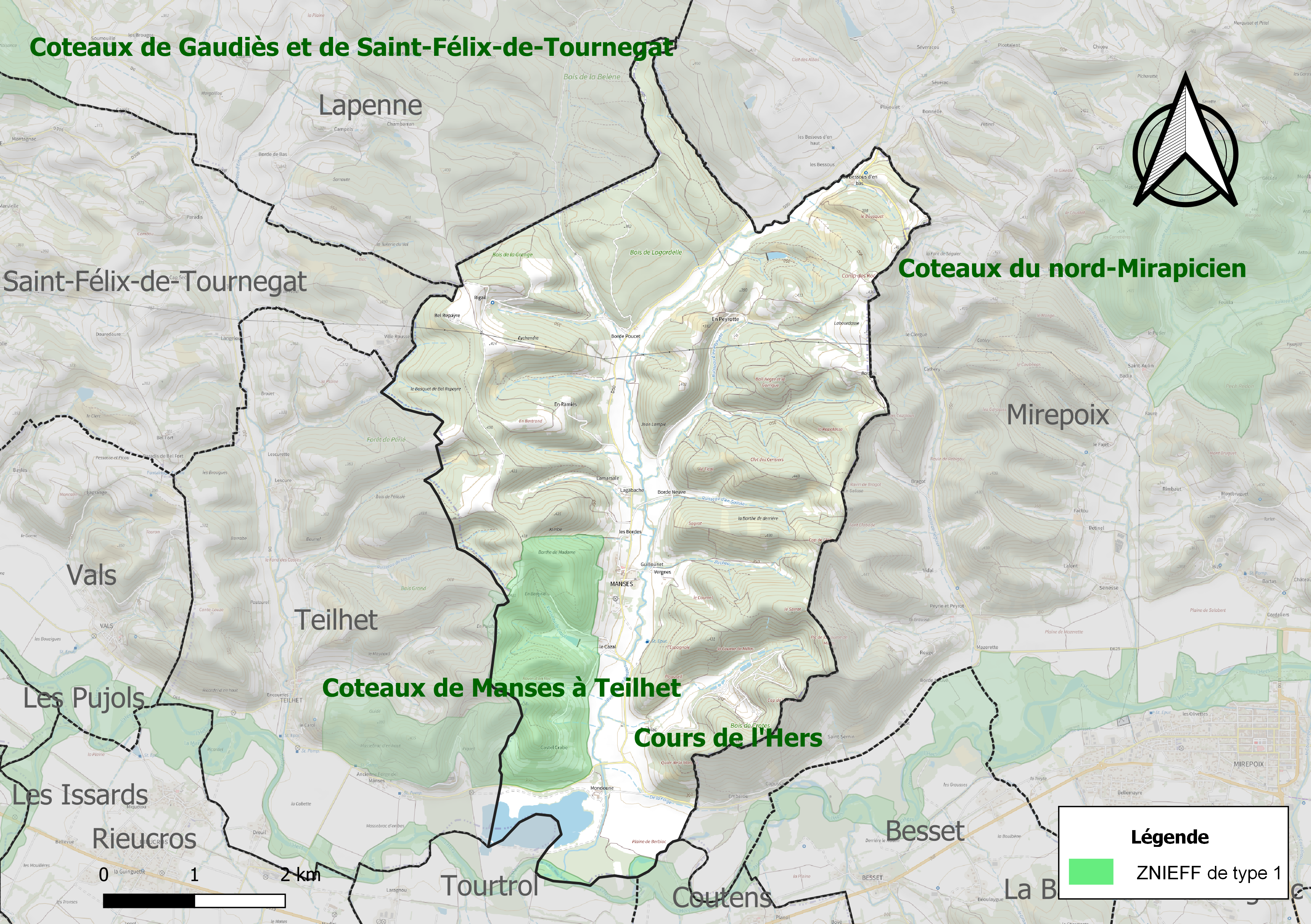
Carte des ZNIEFF de type 1 sur la commune.
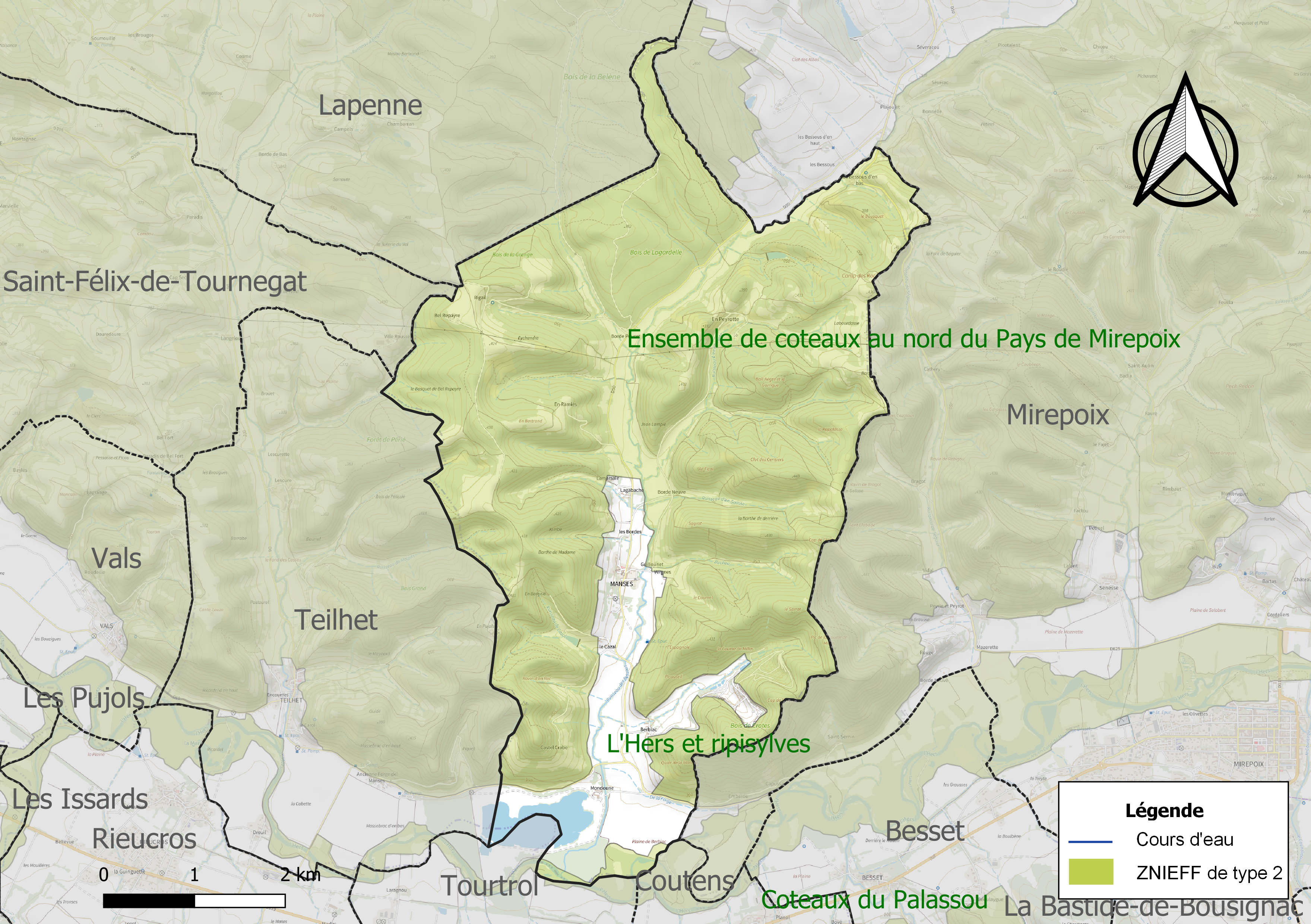
Carte des ZNIEFF de type 2 sur la commune.

## Urbanisme

### Typologie
Au 1er janvier 2024, Manses est catégorisée commune rurale à habitat très dispersé, selon la nouvelle grille communale de densité à 7 niveaux définie par l'Insee en 2022.
Elle est située hors unité urbaine. Par ailleurs la commune fait partie de l'aire d'attraction de Pamiers, dont elle est une commune de la couronne,. Cette aire, qui regroupe 52 communes, est catégorisée dans les aires de moins de 50 000 habitants,.

### Occupation des sols
L'occupation des sols de la commune, telle qu'elle ressort de la base de données européenne d’occupation biophysique des sols Corine Land Cover (CLC), est marquée par l'importance des forêts et milieux semi-naturels (68,2 % en 2018), une proportion sensiblement équivalente à celle de 1990 (68,7 %). La répartition détaillée en 2018 est la suivante : 
forêts (64 %), zones agricoles hétérogènes (23,1 %), milieux à végétation arbustive et/ou herbacée (4,3 %), terres arables (3,5 %), mines, décharges et chantiers (2,1 %), prairies (2,1 %), eaux continentales (1,1 %). L'évolution de l’occupation des sols de la commune et de ses infrastructures peut être observée sur les différentes représentations cartographiques du territoire : la carte de Cassini (XVIIIe siècle), la carte d'état-major (1820-1866) et les cartes ou photos aériennes de l'IGN pour la période actuelle (1950 à aujourd'hui).

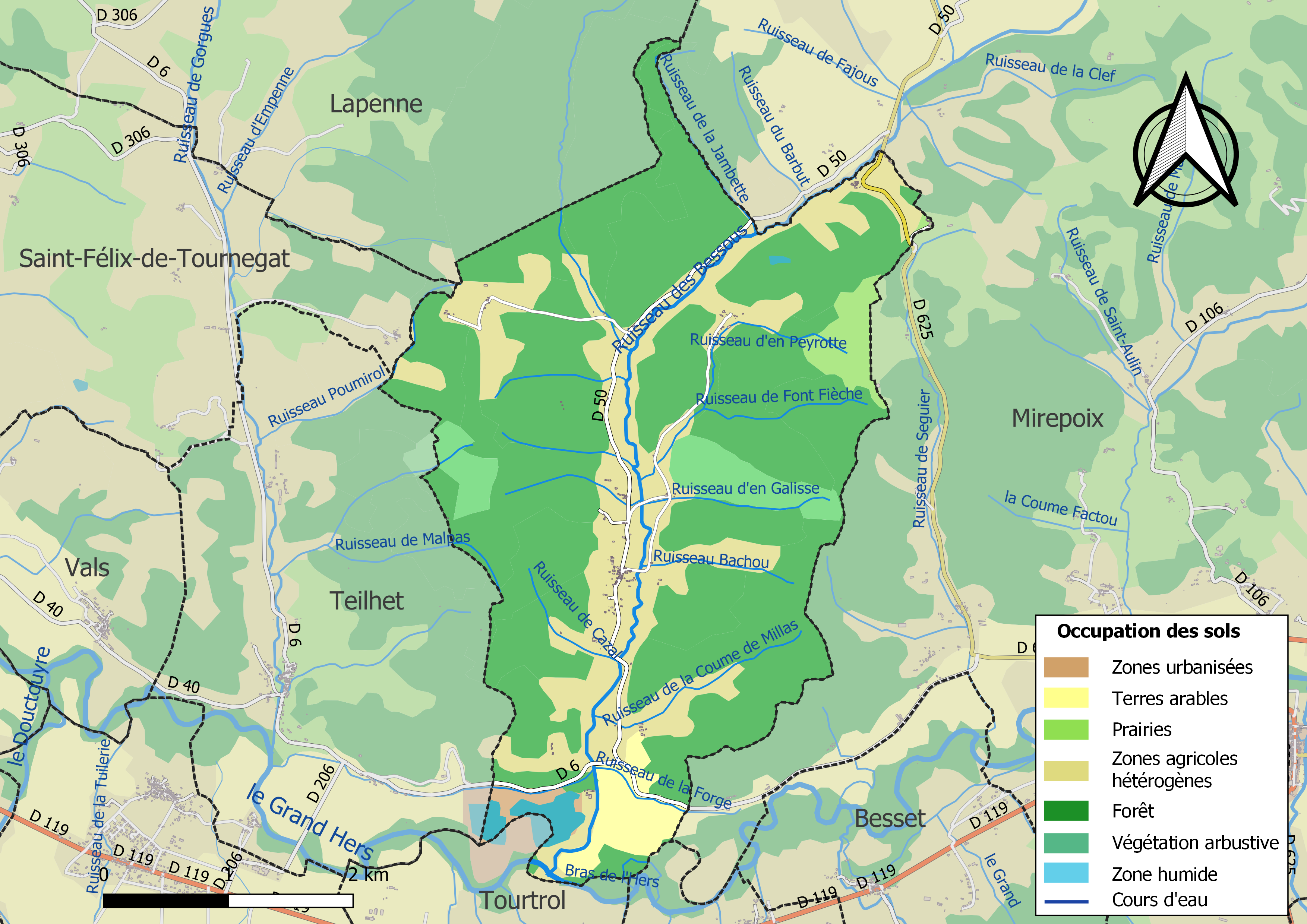
Carte des infrastructures et de l'occupation des sols de la commune en 2018 (CLC).

### Hameaux
Bessous, Castelcrabe, Empeyrotte, Lamarsalle, Rigail

### Habitat et logement
En 2018, le nombre total de logements dans la commune était de 38, alors qu'il était de 43 en 2013 et de 33 en 2008.
Parmi ces logements, 73,7 % étaient des résidences principales, 18,4 % des résidences secondaires et 7,9 % des logements vacants. Ces logements étaient pour 92,1 % d'entre eux des maisons individuelles et pour 7,9 % des appartements.
Le tableau ci-dessous présente la typologie des logements à Malléon en 2018 en comparaison avec celle de l'Ariège et de la France entière. Une caractéristique marquante du parc de logements est ainsi une proportion de résidences secondaires et logements occasionnels (18,4 %) inférieure à celle du département (24,6 %) mais supérieure à celle de la France entière (9,7 %). Concernant le statut d'occupation de ces logements, 67,9 % des habitants de la commune sont propriétaires de leur logement (78,3 % en 2013), contre 66,3 % pour l'Ariège et 57,5 % pour la France entière.
| Typologie                                               | Malléon | Ariège | France entière |
| ------------------------------------------------------- | ------- | ------ | -------------- |
| Résidences principales (en %)                           | 73,7    | 65,7   | 82,1           |
| Résidences secondaires et logements occasionnels (en %) | 18,4    | 24,6   | 9,7            |
| Logements vacants (en %)                                | 7,9     | 9,7    | 8,2            |

### Risques majeurs
Le territoire de la commune de Manses est vulnérable à différents aléas naturels : inondations, climatiques (grand froid ou canicule), feux de forêts, mouvements de terrains et séisme (sismicité faible). Il est également exposé à deux risques technologiques,  le transport de matières dangereuses et la rupture d'un barrage,.

#### Risques naturels

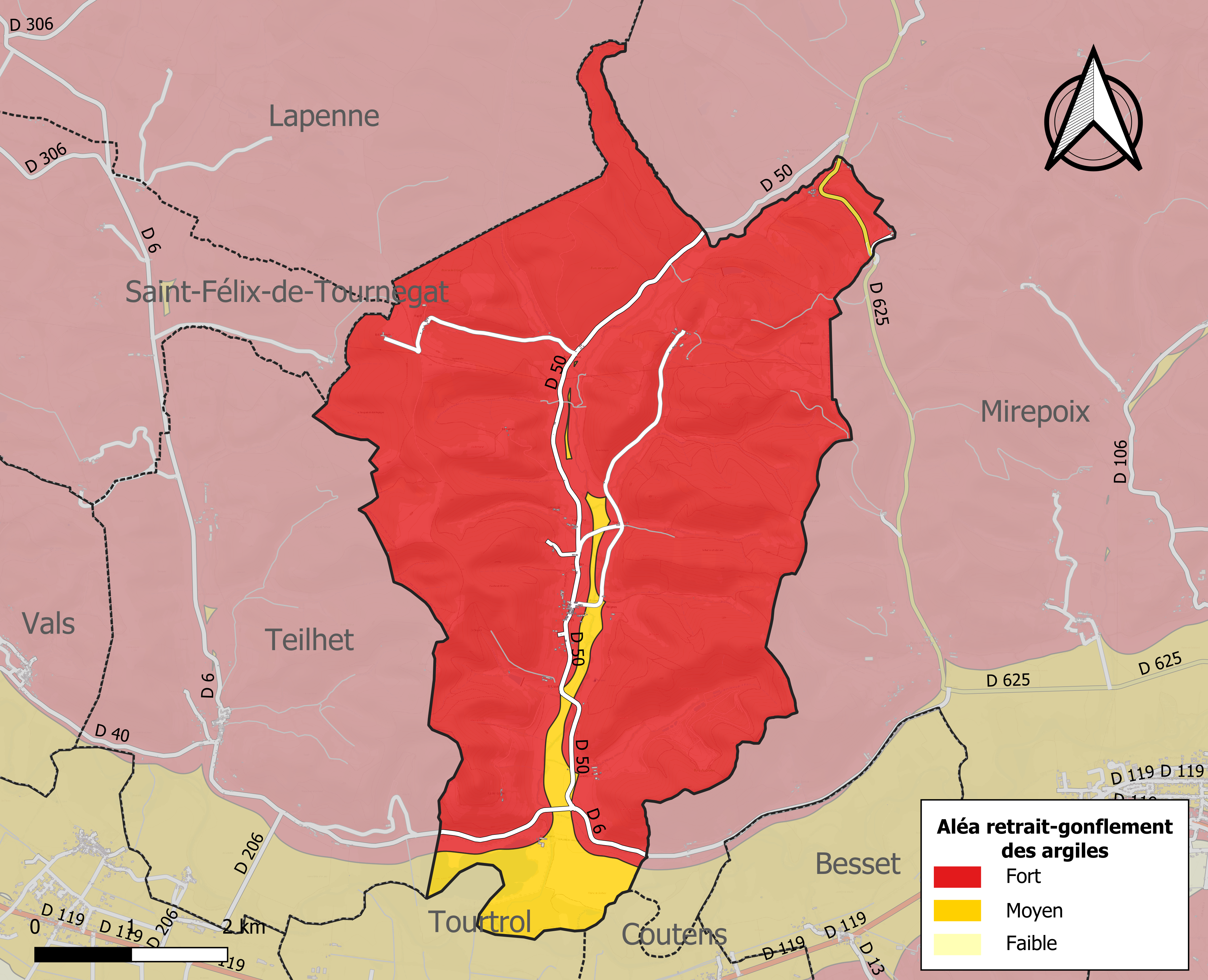
Zonage de l'aléa retrait-gonflement des argiles sur la commune de Manses.

Certaines parties du territoire communal sont susceptibles d’être affectées par le risque d’inondation par débordement, crue torrentielle d'un cours d'eau, ou ruissellement d'un versant.
Les mouvements de terrains susceptibles de se produire sur la commune sont soit des chutes de blocs, soit des glissements de terrains, soit des effondrements liés à des cavités souterraines, soit des mouvements liés au retrait-gonflement des argiles. Près de 50 % de la superficie du département est concernée par l'aléa retrait-gonflement des argiles, dont la commune de Manses. L'inventaire national des cavités souterraines permet par ailleurs de localiser celles situées sur la commune.

#### Risques technologiques
Le risque de transport de matières dangereuses par une infrastructure routière ou ferroviaire ou par une canalisation de transport de gaz concerne la commune. Un accident se produisant sur une telle infrastructure est en effet susceptible d’avoir des effets graves au bâti ou aux personnes jusqu’à 350 m, selon la nature du matériau transporté. Des dispositions d’urbanisme peuvent être préconisées en conséquence.
Dans le département de l’Ariège on dénombre cinq grands barrages susceptibles d’occasionner des dégâts en cas de rupture. La commune fait partie des 80 communes susceptibles d’être touchées par l’onde de submersion consécutive à la rupture d’un de ces barrages.

## Histoire
Attesté au moins dès 1115 par une donation de Bertrand de Lapenne, un prieuré Saint-Jean a existé sur le finage, dépendant de l’abbaye bénédictine Saint-Jean-Baptiste de Montolieu fondée vers 800 par l'abbé Olémond.
S’étant impliqués dans le catharisme, les seigneurs de Manses ont été dépossédés de leurs biens au profit de Guy de Lévis après la prise de Mirepoix. Faute de successeurs et par aliénations diverses, ces terres ont été acquises en 1747 par le président du Parlement de Toulouse, François Joseph de Portes, baron de Pardailhan, qui obtient de les faire ériger aussitôt en marquisat de Portes. Manses s’est a lors appelé Portes jusqu’à la Révolution, puis de nouveau Manses jusqu’à la Restauration, de nouveau Portes jusqu’en 1897 où la mairie a enfin obtenu de pouvoir reprendre le nom initial de la commune.
Sept marquis de Portes se sont succédé dont le dernier survivant mourut en 1940. Le plus connu de la famille est le quatrième marquis Adolphe François René de Portes (1790-1852) qui fut député de l'Ariège et gendre de Pierre-Simon de Laplace.
En 1874, le château des marquis est dans un très mauvais état et nécessiterait de grosses réparations, François-Henri de Portes décide alors sa démolition pour le faire reconstruire sur la commune de Teilhet voisine.

## Politique et administration

### Découpage territorial
La commune de Manses est membre de la communauté de communes du Pays de Mirepoix, un établissement public de coopération intercommunale (EPCI) à fiscalité propre créé le 31 décembre 2013 dont le siège est à Mirepoix. Ce dernier est par ailleurs membre d'autres groupements intercommunaux.
Sur le plan administratif, elle est rattachée à l'arrondissement de Pamiers, au département de l'Ariège, en tant que circonscription administrative de l'État, et à la région Occitanie.
Sur le plan électoral, elle dépend du canton de Mirepoix pour l'élection des conseillers départementaux, depuis le redécoupage cantonal de 2014 entré en vigueur en 2015, et de la deuxième circonscription de l'Ariège  pour les élections législatives, depuis le redécoupage électoral de 1986.

### Liste des maires
| Période                                  | Période  | Identité       | Étiquette | Qualité      |
| ---------------------------------------- | -------- | -------------- | --------- | ------------ |
| mars 2001                                | En cours | Simone Verdier | PS        | Agricultrice |
| Les données manquantes sont à compléter. |          |                |           |              |

## Démographie
| 1793 | 1800 | 1806 | 1821 | 1831 | 1836 | 1841 | 1846 | 1851 |
| ---- | ---- | ---- | ---- | ---- | ---- | ---- | ---- | ---- |
| 425  | 441  | 445  | 471  | 515  | 565  | 551  | 583  | 605  |

| 1856 | 1861 | 1866 | 1872 | 1876 | 1881 | 1886 | 1891 | 1896 |
| ---- | ---- | ---- | ---- | ---- | ---- | ---- | ---- | ---- |
| 542  | 501  | 473  | 509  | 534  | 484  | 474  | 415  | 447  |

| 1901 | 1906 | 1911 | 1921 | 1926 | 1931 | 1936 | 1946 | 1954 |
| ---- | ---- | ---- | ---- | ---- | ---- | ---- | ---- | ---- |
| 348  | 334  | 321  | 252  | 249  | 226  | 189  | 231  | 147  |

| 1962 | 1968 | 1975 | 1982 | 1990 | 1999 | 2006 | 2008 | 2013 |
| ---- | ---- | ---- | ---- | ---- | ---- | ---- | ---- | ---- |
| 161  | 155  | 139  | 127  | 138  | 123  | 122  | 122  | 131  |

| 2018 | 2022 | - | - | - | - | - | - | - |
| ---- | ---- | - | - | - | - | - | - | - |
| 122  | 128  | - | - | - | - | - | - | - |

## Économie

### Emploi
| Division       | 2008  | 2013   | 2018   |
| -------------- | ----- | ------ | ------ |
| Commune        | 5,1 % | 8,6 %  | 4,3 %  |
| Département    | 8,9 % | 11,1 % | 11,2 % |
| France entière | 8,3 % | 10 %   | 10 %   |

En 2018, la population âgée de 15 à 64 ans s'élève à 70 personnes, parmi lesquelles on compte 68,6 % d'actifs (64,3 % ayant un emploi et 4,3 % de chômeurs) et 31,4 % d'inactifs,. Depuis 2008, le taux de chômage communal (au sens du recensement) des 15-64 ans est inférieur à celui de la France et du département.
La commune fait partie de la couronne de l'aire d'attraction de Pamiers, du fait qu'au moins 15 % des actifs travaillent dans le pôle,. Elle compte 27 emplois en 2018, contre 35 en 2013 et 28 en 2008. Le nombre d'actifs ayant un emploi résidant dans la commune est de 48, soit un indicateur de concentration d'emploi de 55,8 % et un taux d'activité parmi les 15 ans ou plus de 47,2 %.
Sur ces 48 actifs de 15 ans ou plus ayant un emploi, 17 travaillent dans la commune, soit 35 % des habitants. Pour se rendre au travail, 77,1 % des habitants utilisent un véhicule personnel ou de fonction à quatre roues, 2,1 % s'y rendent en deux-roues, à vélo ou à pied et 20,8 % n'ont pas besoin de transport (travail au domicile).

### Activités hors agriculture
7 établissements sont implantés à Manses au 31 décembre 2019. Le secteur du commerce de gros et de détail, des transports, de l'hébergement et de la restauration est prépondérant sur la commune puisqu'il représente 42,9 % du nombre total d'établissements de la commune (3 sur les 7 entreprises implantées  à Manses), contre 27,5 % au niveau départemental.
La forêt de Bélène est l'une des plus importantes du département.
Chambres d'hôtes et camping rétro et panoramique à Belrepayre.

### Agriculture
|                                   | 1988 | 2000 | 2010 |
| --------------------------------- | ---- | ---- | ---- |
| Exploitations                     | 12   | 7    | 7    |
| Superficie agricole utilisée (ha) | 506  | 288  | 340  |

La commune fait partie de la petite région agricole dénommée « Coteaux de l'Ariège ». En 2010, l'orientation technico-économique de l'agriculture  sur la commune est la polyculture et le polyélevage. Sept exploitations agricoles ayant leur siège dans la commune sont dénombrées lors du recensement agricole de 2010 (douze en 1988). La superficie agricole utilisée est de 340 ha.
Manses recense trois céréaliers, deux éleveurs de moutons, deux éleveurs de bovins, deux éleveurs de chevaux.. avec pour compléter les revenus des diversifications sur le tourisme, le gavage et la transformation de canards gras, et aussi l'élevage de chiens.

## Vie locale

### Service public
L'Installation de stockage des déchets non dangereux au lieudit Berbiac accueille la majorité des ordures ménagères de l'Ariège soit 48 000 tonnes par an. Depuis 1997, beaucoup de progrès ont été réalisés dans sa gestion par le SMECTOM.

## Culture locale et patrimoine

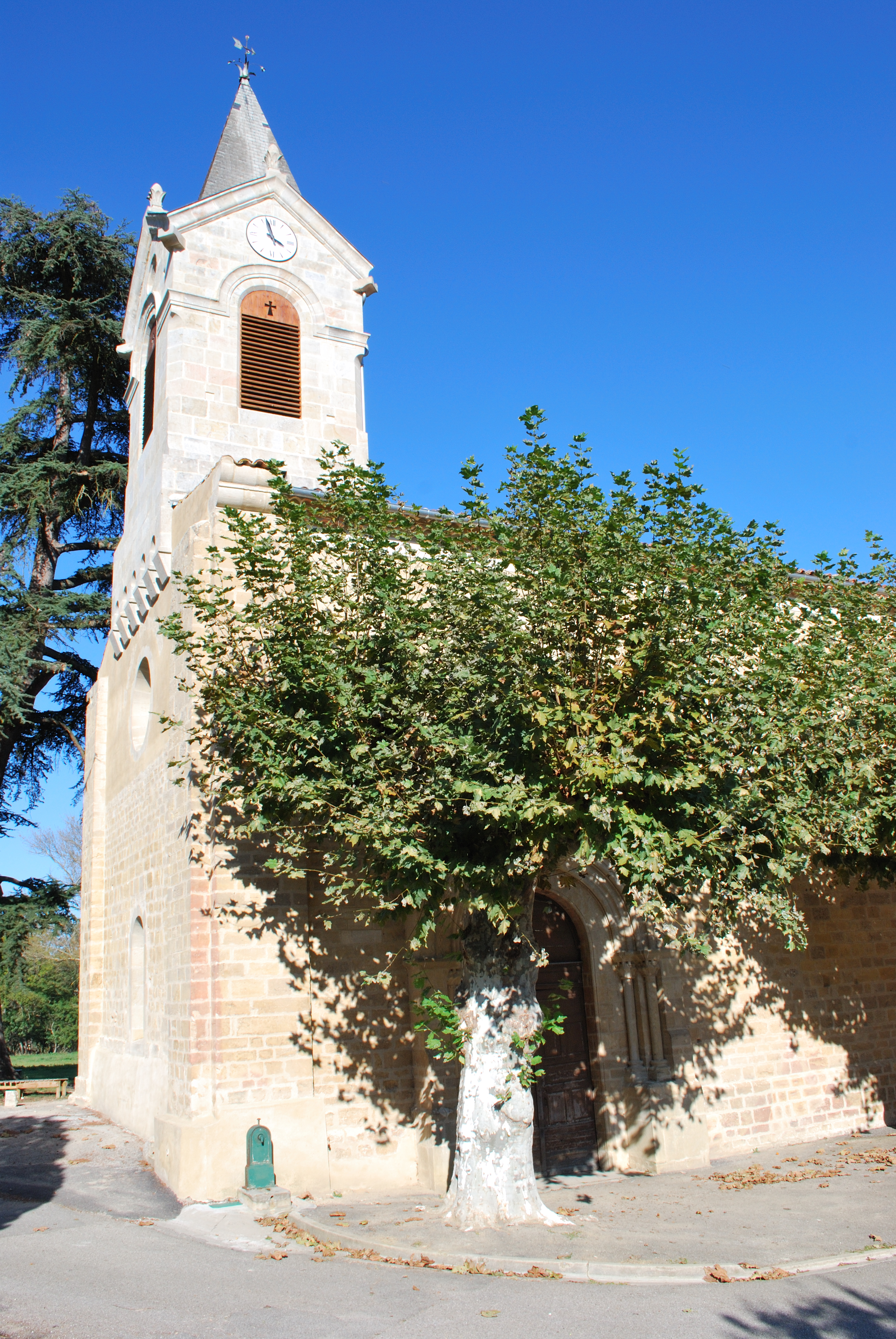
L'église romane Saint-Jean-Baptiste de Manses.

### Lieux et monuments
- Église Saint-Jean-Baptiste de style roman, érigée dès le XIIe siècle, inscrite à l'inventaire des monuments historiques par arrêté du 10 août 1992[58]. De nombreux objets sont référencés dans la Base Palissy[59]. Une verrière remarquable est située horizontalement sous la croisée du transept[60]. L'association pour la rénovation de l'église de Manses s'occupe à entretenir ce patrimoine communal.
- Moulin à eau des Bessous autorisé en avril 1856, il fonctionna jusque vers 1955 puis fut restauré en 2000, il est en état de marche.
- Croix de Manses en fer forgé, classée monument historique par arrêté du 6 février 1980.

### Personnalités liées à la commune
- La famille des marquis de Portes (lire Histoire ci-dessus)

## Pour approfondir